# Pierre Broué
Pierre Broué (ur. 8 maja 1926, zm. 26 czerwca 2005) – francuski historyk, sowietolog. 
W młodości był członkiem Francuskiej Partii Komunistycznej. W 1943 po rozwiązaniu Kominternu Pierre Broué wystąpił z niej i związał się z IV Międzynarodówką. 

## Wybrane publikacje
- La Révolution et la guerre d'Espagne avec Émile Temime, Les Éditions de Minuit, 1961.
- Le Parti bolchévique - histoire du PC de l'URSS, Les Éditions de Minuit, 1963.
- Révolution en Allemagne, 1917 -1923, Les Éditions de Minuit, 1971.
- La question chinoise dans l'Internationale communiste (1926-1927), EDI, 1965 réédition 1990.
- L'assassinat de Trotsky, Bruxelles : Éditions Complexe, 1980.
- Histoire du XXe siècle, 2 volumes, Université des sciences sociales de Grenoble, Institut d’Études politiques, 1985.
- Trotsky, Fayard, 1988.
- Trotsky avec Alain Dugrand, Payot, 1988.
- Leon Sedov, fils de Trotsky victime de Staline, Éditions de l'Atelier, 1993.
- Staline et révolution  - cas espagnol, Editions Fayard, 1993.
- Quand le peuple révoque le président : le Brésil de l'affaire Collor, L'Harmattan, 1993.
- Rakovsky, Fayard, 1996.
- Histoire de l'Internationale communiste, 1919-1943, Fayard, 1997.
- Meurtres au maquis, avGrasset, 1997.
- Communistes contre Staline - Massacre d'une génération, Fayard, 2003.
- Mémoires politiques, Fayard, octobre 2005.

## Publikacje w języku polskim
- Między Trockim a Stalinem: Chrystian Rakowski - biografia polityczna, przeł. Bogusław Panek, Wrocław - Warszawa - Kraków: Zakład Narodowy im. Ossolińskich. Wydawnictwo 1999.